# قشلاق دمير تشلوي قرة قشلاق حاج أبيل (مقاطعة بيله سوار)
قشلاق دمير تشلوي قرة قشلاق حاج أبیل (بالفارسية: قشلاق دمیرچلوی قره قشلاق حاج ابیل) هي منطقة سكنية تقع في إيران في قسم قشلاق الجنوبي الريفي. يقدر عدد سكانها بـ 145 نسمة .